# Keith Fahey
Keith Declan Fahey (* 15. Januar 1983 in Dublin) ist ein irischer Fußballspieler, der zurzeit für den englischen Verein Birmingham City und die irische Nationalmannschaft spielt. Fahey kann als Mittelfeld- oder Flügelspieler eingesetzt werden. Als seine besondere Stärke gelten Standardsituationen.

## Karriere
Fahey spielte in seiner Jugend für den irischen Fußballverein Cherry Orchard, bis er 1998 zum FC Arsenal und zwei Jahre später zu Aston Villa wechselte. Dort konnte er sich nicht durchsetzen. Entgegen anderslautenden Gerüchten bestritt er nach eigenen Angaben kein Spiel für die Profimannschaft von Villa. Außerdem litt er an Heimweh, so dass er 2003 zurück nach Irland ging. Dort bestritt er zunächst einige Spiele für den Amateurverein Bluebell United, ehe Eamonn Collins ihn zu St Patrick’s Athletic holte. Nach einer Probezeit unterschrieb Fahey dort einen Profivertrag und kam regelmäßig in der League of Ireland zum Einsatz.
2005 wechselte Fahey zu Drogheda United, einem irischen Verein, der finanziell großzügig war und sportlich hohe Ziele hatte. Er kam jedoch mit dem Trainer Paul Doolin nicht zurecht, verhielt sich nach dessen Meinung unprofessionell und wurde schließlich entlassen. Daraufhin kehrte er zu St Patrick’s Athletic zurück. Dort war er erneut Stammspieler in der Liga und kam 2007 und 2008 auch in der Qualifikation sowie 2008 in der ersten Runde des UEFA-Cups zum Einsatz. Im selben Jahr wurde er zu Irlands Fußballer des Jahres gewählt.
Im Januar 2009 wechselte er zu Birmingham City in die zweite englische Liga. Am 17. Januar debütierte er beim 1:1 gegen Cardiff City für Birmingham. Obwohl er Rechtsfuß ist und ursprünglich als zentraler Mittelfeldspieler eingeplant war, wurde er auf dem linken Flügel eingesetzt. Birmingham stieg 2009 in die Premier League auf, wo Fahey seinen Stammplatz behielt. Nachdem der Verein 2011 wieder in die Football League Championship abgestiegen war, verließen Barry Ferguson und Lee Bowyer den Verein. In der folgenden Saison kam Fahey hauptsächlich im zentralen Mittelfeld zum Einsatz.

### Nationalmannschaft
Fahey nahm als Mitglied der irischen Junioren-Nationalmannschaft an der Junioren-Weltmeisterschaft 2003 teil.
2010 setzte Giovanni Trapattoni ihn erstmals in der A-Nationalmannschaft ein. Seitdem kommt er regelmäßig in der Nationalmannschaft zum Einsatz. Fahey wurde auch in den Kader zur Europameisterschaft 2012 berufen, konnte jedoch aufgrund einer Leistenverletzung nicht teilnehmen. Für ihn wurde Paul Green nachnominiert.